# Finvid Ragvaldsson (Peter Finvidssons ätt)
Finvid Ragvaldsson (Peter Finvidssons ätt), född på 1300-talet, död senast 1409, var ett svenskt häradshövding.

## Biografi
Finvid Ragvaldsson (Peter Finvidssons ätt) var son till Ragvald Jonsson (Peter Finvidssons ätt) och Elna Olofsdotter. Han var från 1379 till 1401 häradshövding i Håbo härad. Finvid Ragvaldsson nämns 1409 som avliden.

### Egendom
Finvid Ragvaldsson ägde jord i Håbo härad i Uppland

### Familj
Finvid Ragvaldsson  gifte sig senast 1382 med Röriksdotter Bonde, dotter till riddaren Rörik Bonde och Märta Gisladotter (Sparre av Aspnäs). De fick tillsammans barnen Märta Finvidsdotter som var gift med riddaren Thomas van Vitzen och riksrådet Peter Finvidsson (Peter Finvidssons ätt).